# Франки Вали
Франки Вали (на английски: Frankie Valli), роден Франческо Стивън Кастелучио (Francesco Stephen Castelluccio) е американски певец, известен като солист на „The Four Seasons“, положил началото на кариерата си през 1960 г. Той е известен преди всичко със своя силен фалцет.
Вали има 29 Топ 40 хита с „The Four Seasons“, и девет Топ 40 хита като самостоятелен изпълнител. Едни от номер едно (начело на класацията) хитове са „Sherry“ (1962), „Big Girls Don't Cry“ (1962), „Walk like a man“ (1963), „Rag Doll“ (1964) и „Oh, What A Night“ (1963 г.). „Can't Take My Eyes Off You“ достига номер две през 1967 г. Като соло изпълнител Франки Вали записва номер едно хитове с песните „My Eyes Adored You“ (1974) и „Grease“ (1978).
Франки Вали, Томи де Вито, Ник Маси и Боб Годио – оригиналните членове на групата – са въведени в Залата на славата на рокендрола през 1990 г..
Франки Вали е роден Франческо Стивън Кастелучио в италианско семейство на 7-о авеню в Нюарк, Ню Джърси, САЩ. Неговият баща, Антъни Кастелучио е бръснар. Майка му Мари Риналди е домакиня Започва да мечтае да стане певец на седемгодишна възраст, когато майка му го води на концерт в Ню Йорк на младия тогава Франк Синатра. Една от неговите любими изпълнителки е Джийн Вали (Jean Valli), чието фамилното име използва за сценичен псевдоним. Преди да започне да се изхранва с музика, Вали е работил като бръснар, подобно на баща си..